# قائمة البعثات الدبلوماسية في بليز
يناقش هذا المقال البعثات الدبلوماسية في بليز. بلموبان هي العاصمة الوطنية لبليز منذ عام 1970 على الأقل رغم أن مدينة بليز لا تزال أكبر مدينة في البلاد.

## السفارات
- المملكة المتحدة (بلموبان)
- الولايات المتحدة (بلموبان)
- البرازيل (بلموبان)
- غواتيمالا (مدينة بليز)
- السلفادور (بلموبان)
- اليابان (بلموبان)
- المكسيك (بلموبان)
- نيكاراغوا (مدينة بليز)
- تايوان[1] (مدينة بليز)
- هندوراس (مدينة بليز)
- كوبا (مدينة بليز)
- كوستاريكا (بلموبان)
- بنما (مدينة بليز)
- فنزويلا (بلموبان)

## القنصليات

### بينكي فيجو ديل كارمن
- غواتيمالا

## البعثات الدبلوماسية غير المقيمة

### مقيم فيمكسيك العاصمة
- الأردن
- الإمارات العربية المتحدة
- الأرجنتين
- السعودية
- إسرائيل
- الجزائر
- بنغلاديش
- ساحل العاج
- جمهورية الصين الشعبية (بعثة دبلوماسية غير رسمية ، لأن بليز ليس لها علاقة رسمية مع جمهورية الصين الشعبية)
- تشيلي
- بلجيكا
- مصر
- إندونيسيا
- الهند
- إيران
- جامايكا
- كازاخستان
- الكويت
- ليبيا
- ماليزيا
- المغرب
- النرويج
- هولندا
- البرتغال
- الفلبين
- باكستان
- باراغواي
- روسيا
- فلسطين (وفد خاص)
- سويسرا
- السويد
- تايلاند
- أوزبكستان
- فيتنام

### مقيم فيغواتيمالا العاصمة
- ألمانيا
- إسبانيا
- كندا

### مقيم فيسان سلفادور
- بيرو
- فرنسا
- كولومبيا
- الإكوادور
- الكرسي الرسولي

### مقيم في مدن أخرى
- أنتيغوا وباربودا (سانت جونز)
- أستراليا (ميناء اسبانيا)
- البحرين (مدينة نيويورك)
- باربادوس (بريدج تاون)
- جمهورية إفريقيا الوسطى (واشنطن العاصمة)
- كمبوديا (هافانا)
- العراق (مدينة نيويورك)
- كينيا (واشنطن العاصمة)
- لاوس (واشنطن العاصمة)
- مالي (هافانا)
- جزر المالديف (مدينة نيويورك)
- نيوزيلندا (بريدج تاون)
- تركمانستان (واشنطن العاصمة)
- توغو (واشنطن العاصمة)
- تنزانيا (واشنطن العاصمة)